# 原田伊織
原田 伊織（はらだ いおり、1946年 - ）は、日本の著作家、小説家、歴史評論家。本名、原正和。

## 経歴
京都府京都市生まれ。大阪外国語大学タイ・ベトナム語学科卒。広告代理店でマーケティング・プランニング、番組企画などに携わり、独立後、プランナー、コピーライター、編集ライターとして活動。株式会社SICクリエイティブディレクター。JADMA（日本通信販売協会）設立に参加。株式会社Jプロジェクト代表取締役。
2005年に『夏が逝く瞬間』で作家デビューした。

## 著書
単著
- 『夏が逝く瞬間（とき）』河出書房新社 2005 毎日ワンズ 2016
- 『原田伊織の晴耕雨読な日々』毎日ワンズ 2007
  - 『原田伊織の晴耕雨読な日々 新版――墓場まであと何里?』毎日ワンズ　2017
- 『明治維新という過ち』毎日ワンズ 2012
  - 『明治維新という過ち―日本を滅ぼした吉田松陰と長州テロリスト』毎日ワンズ; 改訂増補版 2015
  - 『明治維新という過ち　日本を滅ぼした吉田松陰と長州テロリスト〔完全増補版〕』 講談社文庫　2017
- 『明治維新という過ち 日本を滅ぼした吉田松陰と長州テロリスト 会津版』歴史春秋出版 2015
- 『官賊と幕臣たち 列強の日本侵略を防いだ徳川テクノクラート』毎日ワンズ 2016
  - 『続・明治維新という過ち　列強の侵略を防いだ幕臣たち』講談社文庫 2018
- 『三流の維新一流の江戸 「官賊」薩長も知らなかった驚きの「江戸システム」』ダイヤモンド社 2016
  - 『三流の維新　一流の江戸　明治は「徳川近代」の模倣に過ぎない』講談社文庫 2019
- 『大西郷という虚像 「明治維新という過ち」完結篇 「官」と「賊」を往復したこの男を解明せずに維新の実相は語れない』悟空出版 2016
  - 『明治維新という過ち・完結編　虚像の西郷隆盛、虚構の明治１５０年』講談社文庫 2018
- 『日本人が知らされてこなかった「江戸」　世界が認める「徳川日本」の社会と精神』SBクリエイティブ (SB新書) 2018
- 『消された「徳川近代」明治日本の欺瞞』小学館 2019
- 『知ってはいけない明治維新の真実』SBクリエイティブ (SB新書) 2020
- 『昭和という過ち　この国を滅ぼした二つの維新』SBクリエイティブ(SB新書) 2021

共著
- 『明治維新 司馬史観という過ち－徹底対論－』　森田健司との共著　悟空出版 2017

監修
- 『日本近代史「明治維新」という? 「勤皇志士」はテロリストだった!』監修 宝島社 別冊宝島 2015